# Maman (album)
Pour les articles homonymes, voir Maman.
Albums de Dorothée
Allô allô monsieur l'ordinateur
(1985) Docteur
(1987)
Maman est le sixième album de Dorothée, sorti à l'automne 1986.

## L'histoire de l'album
Cet album studio voit le jour en septembre 1986. Il contient la chanson Maman, qui se classe quatrième du Top 50 et y reste pendant 24 semaines.
Composé de 17 titres, il s'agit du seul album de Dorothée contenant un si grand nombre de chansons.
Le second extrait de l'album, Où se cache l'amour ?, passera plutôt inaperçu faute d'une promotion suffisante, Dorothée étant à l'époque en transfert pour passer d'Antenne 2 à TF1. 
Il contient une suite à Pour faire une chanson avec le titre Trouve-moi une chanson, mais aussi des chansons pop se rapprochant d'une inspiration des années 60 (T'es pas cap rappelle Ne sois pas si bête de France Gall). L'album contient aussi le titre Radio Wowo, évoquant les radios libres. 
À l'intérieur de l'album, on trouve une dédicace de sa main "Merci à mes mamans !" destinée à sa mère mais aussi à Jacqueline Joubert, dont elle a souvent dit en interview qu'elle était "sa deuxième maman".
C'est avec ce disque que Dorothée chante pour la première fois sur la scène du Zénith de Paris pour 23 représentations lors du Zénith 86.
En 1987, Dorothée est nommée aux Victoires de la musique dans la catégorie meilleur album pour enfants avec Maman.

## Titres
| No  | Titre                               | Durée |
| --- | ----------------------------------- | ----- |
| 1.  | Maman                               |       |
| 2.  | Où se cache l'amour ?               |       |
| 3.  | C'est un poète                      |       |
| 4.  | Daramdam                            |       |
| 5.  | Bing Bong                           |       |
| 6.  | Dès que l'on rend quelqu'un heureux |       |
| 7.  | Faire marcher les garçons           |       |
| 8.  | Sur mon piano                       |       |
| 9.  | Radio Wowo                          |       |
| 10. | T'es pas cap                        |       |
| 11. | Bien fait pour toi                  |       |
| 12. | Trouve-moi une chanson              |       |
| 13. | On travaille pour la gloire         |       |
| 14. | Na na na na nère                    |       |
| 15. | Allo Dorothée                       |       |
| 16. | Ma valise                           |       |
| 17. | Expédition terre                    |       |

## Singles
- Maman (octobre 1986).
- Où se cache l'amour ? (mai 1987).
- Toi et moi, vous et nous (1987). Titre inédit en duo avec Jacky

## Crédits
- Paroles : Jean-François Porry
- Musiques : Jean-François Porry / Gérard Salesses
- Sauf Dès que l'on rend quelqu'un heureux : Paroles et musique de Michel Jourdan

## Ventes
L'album reçoit un disque d'or pour plus de 100 000 copies écoulées. Le single Maman recevra quant à lui un disque d'argent (465 000 exemplaires vendus).